# Battaglia di Jumonville Glen
La battaglia di Jumonville Glen, nota anche come affare Jumonville, fu la battaglia iniziale della guerra franco-indiana combattuta il 28 maggio 1754 nei pressi dell'odierna Uniontown nella Contea di Fayette, Pennsylvania. Un gruppo di milizie coloniali della Virginia guidate dal tenente colonnello George Washington, ed un piccolo gruppo di guerrieri Mingo guidati da Tanacharison (noto anche come "Mezzo Re"), presero in un'imboscata 35 canadesi guidati da Joseph Coulon de Villiers de Jumonville.
Le forze coloniali erano state mandate a proteggere una fortezza in costruzione per mano della Ohio Company dove sorge l'attuale Pittsburgh (Pennsylvania). Un numeroso gruppo di canadesi aveva cacciato gli operai, e mandato Jumonville ad avvisare Washington del pericolo nascosto nell'invadere il territorio francese. Washington fu avvisato della presenza di Jumonville grazie a Tanacharison, ed unirono le loro forze per circondare il campo canadese. Alcuni canadesi morirono nell'imboscata, e molti altri furono catturati. Jumonville stesso fu tra i morti, anche se non si conoscono bene le circostanze della sua morte, ed il tutto è al centro di un dibattito.
Dato che britannici e francesi non erano in guerra, l'evento ebbe ripercussioni internazionali, e fu un fattore decisivo per lo scoppio nel 1756 della guerra dei sette anni. In seguito Washington si ritirò a Fort Necessity, dove i canadesi di Fort Duquesne lo obbligarono ad arrendersi. I termini della resa di Washington comprendono una frase (scritta in francese, lingua che Washington non era in grado di leggere) in cui si ammetteva che Jumonville era stato assassinato. Questo ed altri documenti furono usati da francesi e canadesi per accusare Washington di aver ordinato l'omicidio di Jumonville.

## Contesto storico
Negli anni 1740 ed all'inizio dei 1750 i commercianti britannici e canadesi erano spesso venuti in contatto in Ohio, anche nella parte alta del fiume Ohio in quella che oggi è la Pennsylvania occidentale. Le autorità della Nuova Francia divennero più aggressive nel tentativo di cacciare commercianti e coloni britannici da questa zona, e nel 1753 iniziarono la costruzione di una serie di fortificazioni.
L'attenzione dei francesi non era diretta solo ai britannici, ma anche ai nativi americani che abitavano l'area. Nonostante le buone relazioni franco-indiane i commercianti britannici riuscirono a convincere gli indiani a trattare con loro e non con i canadesi. In particolare Tanacharison, un capo Mingo noto anche col nome di "Mezo Re", divenne un convinto anti-francese. Durante un incontro con Paul Marin de la Malgue, comandante dei costruttori francesi e canadesi, quest'ultimo perse le staffe e zittì il capo indiano gridando "Te lo dico, scenderò il fiume. Se il fiume è bloccato, ho la forza di sfondare e schiacciare sotto i piedi tutto quello che mi ostacola. Disprezzo tutte le stupidate che hai detto". Gettò anche via alcuni wampum che Tanacharison aveva offerto in segno di buona volontà. Marin morì poco dopo, ed il comando delle operazioni passò a Jacques Legardeur de Saint-Pierre.
Il governatore reale della Virginia Robert Dinwiddie inviò il maggiore George Washington in Ohio (territorio reclamato da molte colonie britanniche, tra cui la Virginia) come emissario nel dicembre 1753, per dire ai francesi di andarsene. Saint-Pierre informò educatamente Washington del fatto che si trovava lì per ordini ricevuti, che la lettera di Washington avrebbe dovuto essere indirizzata al suo ufficiale comandante in Canada, e che non aveva intenzione di andarsene.
Washington tornò a Williamsburg ed informò il governatore Dinwiddie del fatto che i francesi si rifiutavano di andarsene. Dinwiddie nominò Washington tenente colonnello, e gli ordinò di iniziare a reclutare un reggimento di milizia per difendere la biforcazione dell'Ohio, un sito che Washington aveva identificato come ottimo per una fortezza. Il governatore nominò anche capitano un impiegato della Ohio Company, William Trent, con l'ordine di prendere alcuni uomini ed iniziare la costruzione della fortezza. Dinwiddie emanò questi ordini per la propria autorità, senza chiedere prima fondi al House of Burgesses della Virginia. La compagnia di Trent giunse sul sito nel febbraio 1754, ed iniziò la costruzione di un magazzino e di una palizzata con l'aiuto di Tanacharison e dei Mingo. Quello stesso mese 800 canadesi e francesi partirono da Montreal diretti alla valle dell'Ohio sotto la guida di Claude-Pierre Pécaudy de Contrecœur, il quale prese il comando da Saint-Pierre. Quando Contrecœur seppe dell'attività di Trent guidò un gruppo di circa 500 uomini (marinai francesi, milizie ed indiani) per cacciarlo. La voce giunse a Trent che aumentò a 1000 uomini la sua forza difensiva. Il 16 aprile Contrecœur giunse alla biforcazione. Il giorno seguente 36 uomini di Trent guidati dall'alfiere Edward Ward, in assenza di Trent, accettarono di abbandonare il sito. I francesi iniziarono la costruzione della fortezza poi chiamata Fort Duquesne.

## Preludio
Nel marzo 1754 il governatore Dinwiddie ordinò a Washington di tornare alla frontiera per "agire da [difesa], ma in Caso di qualsiasi Tentativo di bloccare i Lavori o di interrompere il nostro [insediamento] da parte di qualsiasi Persona, Voi dovete bloccare tutti questi Nemici, e in Caso di resistenza a farsi prendere prigionieri o ucciderli o distruggerli". Lo storico Fred Anderson definisce le istruzioni di Dinwiddie, emanate senza la conoscenza o la direzione del governo britannico di Londra, come "un invito a far partire una guerra". A Washington fu ordinato di prendere più rifornimenti possibili e di prendere tutti i volontari possibili lungo la strada. Quando partì per la frontiera il 2 aprile, aveva reclutato meno di 160 uomini.

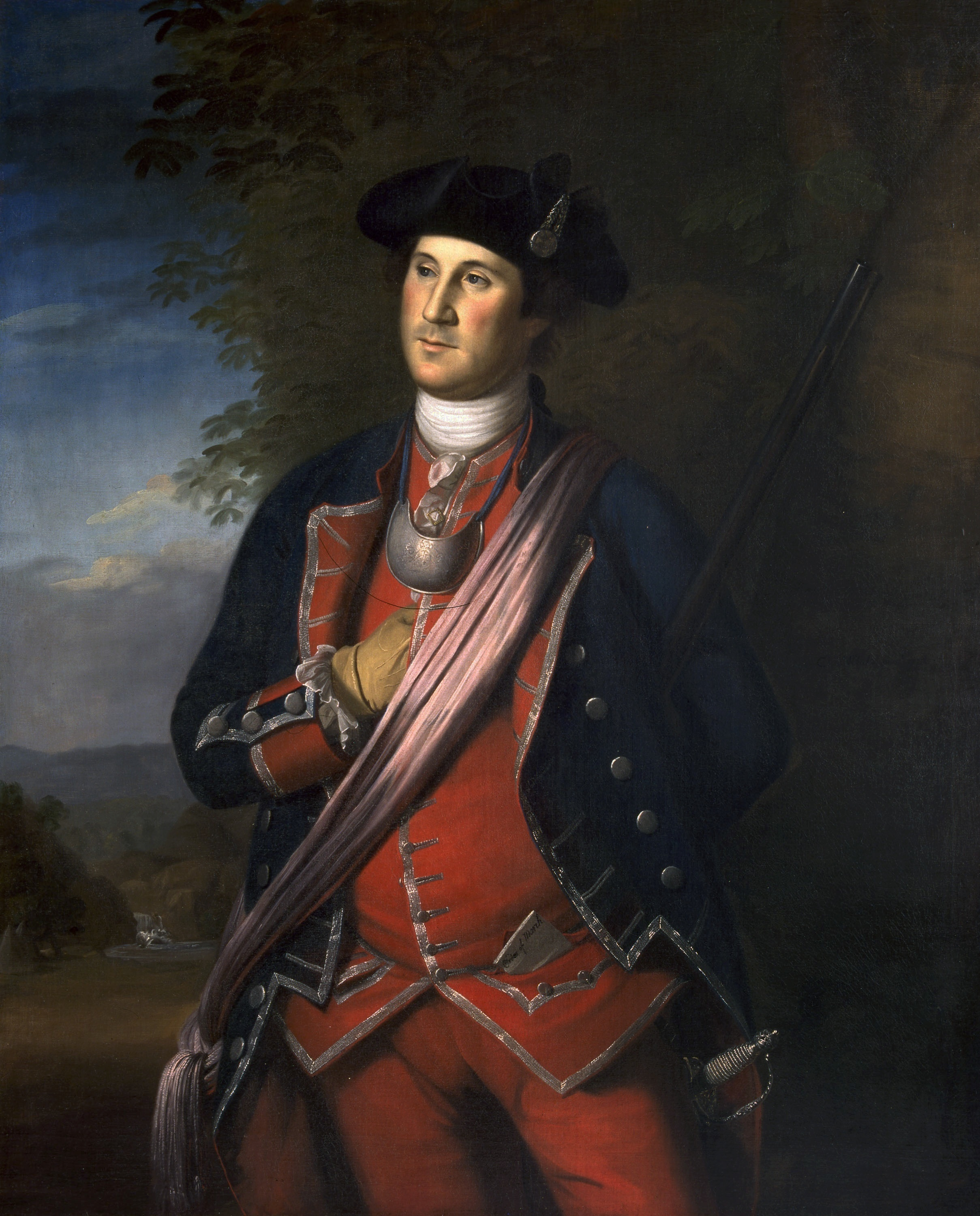
Ritratto di George Washington eseguito da Charles Willson Peale, 1772

Lungo la marcia nelle foreste fino al confine, a Washington si unirono uomini di Winchester. A questo punto seppe dal capitano Trent dell'avanzata francese. Trent portò anche un messaggio di Tanacharison, il quale prometteva guerrieri a sostegno dei britannici. Per poter mantenere il sostegno di Tanacharison, Washington decise di non tornare indietro, scegliendo invece di avanzare. Raggiunse un luogo noto come Great Meadows (oggi nella Contea di Fayette (Pennsylvania)), circa 50 km a sud della biforcazione, e iniziò la costruzione di una piccola fortezza attendendo novità o istruzioni.
A Contrecœur erano stati vietati attacchi a meno di difendersi dalle provocazioni nemiche. Il 23 maggio mandò Joseph Coulon de Villiers con 35 soldati a vedere se Washington era entrato in territorio francese, con l'invito da consegnare a Washington che lo invitava ad andarsene. Questo invito era simile a quello consegnato loro da Washington quattro mesi prima.
Il 27 maggio Washington seppe da Christopher Gist, un colono che lo aveva accompagnato nella spedizione del 1753, che un gruppo di circa 50 canadesi era in zona. In risposta Washington mandò 75 uomini con Gist alla loro ricerca. Quella sera Washington ricevette un messaggio da Tanacharison che lo informava di aver trovato il campo dei canadesi, e che i due avrebbero dovuto incontrarsi. Nonostante avesse già mandato in avanscoperta un gruppo di uomini, Washington partì con 40 persone alla volta di Tanacharison. Il capo Mingo aveva con sé 12 guerrieri, due dei quali ragazzi. Dopo aver discusso il problema, i due capi concordarono sulla necessità di attaccare i canadesi. Si appostarono dietro le rocce che circondavano il campo nemico che conteneva non più di 40 canadesi.

## Battaglia
Quel che successe dopo è oggetto di controversie e dibattiti. I pochi racconti di prima mano concordano su molti fatti, e discordano su altri. Secondo tutti la battaglia durò circa 15 minuti, Jumonville fu ucciso e molti dei suoi uomini uccisi o fatti prigionieri. Secondo i francesi molti morti erano coloni: Desroussel e Caron di Québec, Charles Bois di Pointe-Claire, Jérôme di La Prairie, L'Enfant di Montréal, Paris di Mille-Isles, Languedoc e Martin di Boucherville e LaBatterie di Trois-Rivières.
Esistono numerose versioni del racconto della battaglia fatto da Washington, tutte concordi tranne piccoli particolari. Scrisse nel suon diario che "eravamo appostati molto vicini a loro... quando ci scoprirono; dopodiché ordinai alla mia compagnia di aprire il fuoco... La compagnia [di Wagonner] ... ricevette tutto il fuoco dei francesi, durante gran parte dello scontro, che durò solo un quarto d'ora, prima che il nemico fosse sconfitto. Uccidemmo Mr. de Jumonville, il comandante... ed altri nove; ne ferimmo uno, e facemmo ventuno prigionieri".

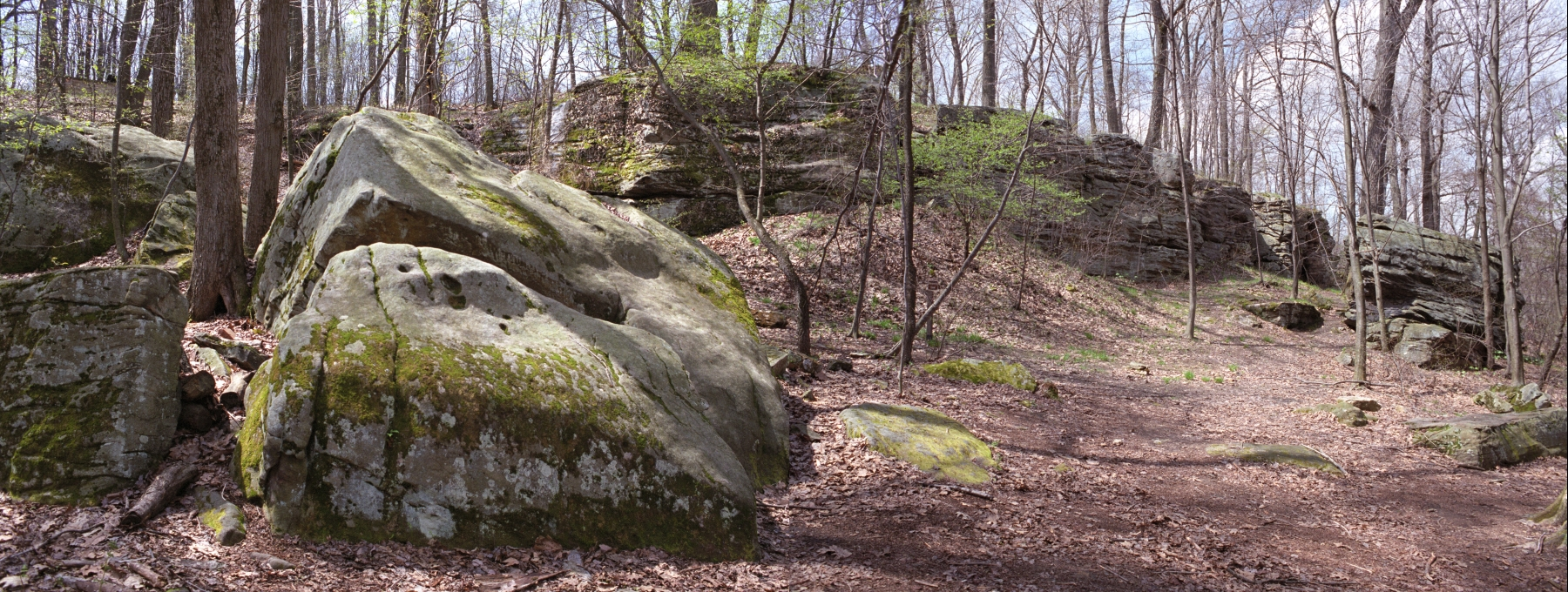
Fotografia scattata nel 2007 del luogo dello scontro

Contrecœur preparò un resoconto ufficiale dell'azione basato su due fonti. La più importante fu un canadese di nome Monceau che fuggì, senza apparentemente testimoniare l'uccisione di Jumonville: "[il gruppo di Jumonville] si vide circondato dagli inglesi su un lato e dagli indiani sull'altro. Gli inglesi spararono due raffiche, ma gli indiani non spararono. Mr. de Jumonville, tramite l'interprete, gli disse di fermarsi, che aveva qualcosa da dirgli. Quelli cessarono il fuoco. Allora Mr. de Jumonville ordinò di leggere come da mia indicazione l'invito di ritirarsi... Monceau vide tutti i nostri francesi stringersi su Mr. de Jumonville, mentre leggevano l'invito... ". La seconda fonte di Contrecœur fu un indiano del campo di Tanacharison, secondo il quale "Mr. de Jumonville fu ucciso da un colpo di moschetto alla testa, mentre stavano leggendo l'invito". Lo stesso indiano disse che il suo popolo cercò di impedire agli inglesi di massacrare i francesi.
Una terza fonte fu scritta da un privato di nome John Shaw, facente parte del reggimento di Washington ma non presente allo scontro. La sua storia, basata sui racconti dettagliati degli altri presenti, fu resa in una dichiarazione giurata il 21 agosto. I dettagli del ruolo di Tanacharison furono confermati in un articolo di giornale pubblicato il 27 giugno. In questo racconto i francesi furono circondati mentre dormivano. Allertato da un rumore, uno dei francesi "sparò un colpo dopodiché il colonnello Washington diede l'ordine di sparare. Molti d loro furono uccisi, il resto fuggì, ma i nostri indiani li avevano accerchiati... tornarono dagli inglesi deponendo le armi... Qualche tempo dopo [,] gli indiani giunsero[,] il Mezzo Re prese il suo Tomahawk e spaccò la testa del capitano francese, dopo avergli chiesto se fosse inglese ed aver ricevuto risposta negativa. Ne prese quindi il cervello e se ne lavò le mani prima di togliergli lo scalpo". Il racconto di Shaw è sostanzialmente corretto su molti aspetti, compresa la dimensione e la composizione delle forze in campo. Shaw disse anche di aver visto e contato i morti, citandone 13 o 14.
Lo storico Fred Anderson documentò un quarto racconto da parte di un disertore del campo anglo-indiano di nome Denis Kaninguen; Anderson ipotizza che fosse uno dei seguaci di Tanacharison. Il suo racconto ai comandanti francesi fa eco a quello di Shaw: "nonostante la scarica di moschetti che [Washington] fece su di lui, egli [Washington] intendeva leggere [l'invito] e si era ritirato tra i suoi uomini, a cui in precedenza era stato ordinato di sparare ai francesi[. T]ale [Tanacharison], un selvaggio, giunse [dal ferito Jumonville] e disse, Tu non sei ancora morto, padre mio, e colpì ripetutamente con l'ascia uccidendolo". Anderson fa notare che Kaninguen apparentemente capì quello che Tanacharison disse, e capì trattarsi di un'uccisione rituale. Kaninguen disse che 30 uomini furono fatti prigionieri, e che 10 o 12 furono uccisi. Tra i coloni inglesi vi fu un solo morto e due o tre feriti.

## Conseguenze
Washington scrisse una lettera al fratello dopo la battaglia, nella quale disse "Posso veramente assicurarti, ho sentito i proiettili fischiare e credimi, c'era qualcosa di affascinante nel loro suono". Dopo la battaglia Washington fece ritorno a Great Meadows continuando la costruzione della fortezza, che fu pi chiamata Fort Necessity. I morti furono lasciati sul campo di battaglia o sepolti in tombe di fortuna, dove furono poi ritrovati dai francesi.
Il 28 giugno 1754 un gruppo combinato di 600 francesi, canadesi ed indiani sotto il comando del fratello di Jumonville, Louis Coulon de Villiers, partì da Fort Duquesne. Il 3 luglio conquistarono Fort Necessity nella battaglia di Fort Necessity, con la quale obbligarono Washington a negoziare una ritirata. Il documento della resa che Washington firmò, scritto in francese (lingua che Washington non sapeva leggere, e forse malamente tradotta per lui), comprendeva l'ammissione che Jumonville ed i suoi uomini erano stati assassinati.

### Escalation
Quando la notizia delle due battaglie giunse in Inghilterra ad agosto, il governo del duca di Newcastle, dopo molti mesi di negoziazione, decise di mandare un esercito l'anno seguente per cacciare i francesi. Il maggior generale Edward Braddock fu scelto per guidare la spedizione. Fu sconfitto nella battaglia del Monongahela, ed i francesi mantennero il controllo di Fort Duquesne fino al 1758, quando una spedizione del generale John Forbes riuscì a conquistarle la fortezza.

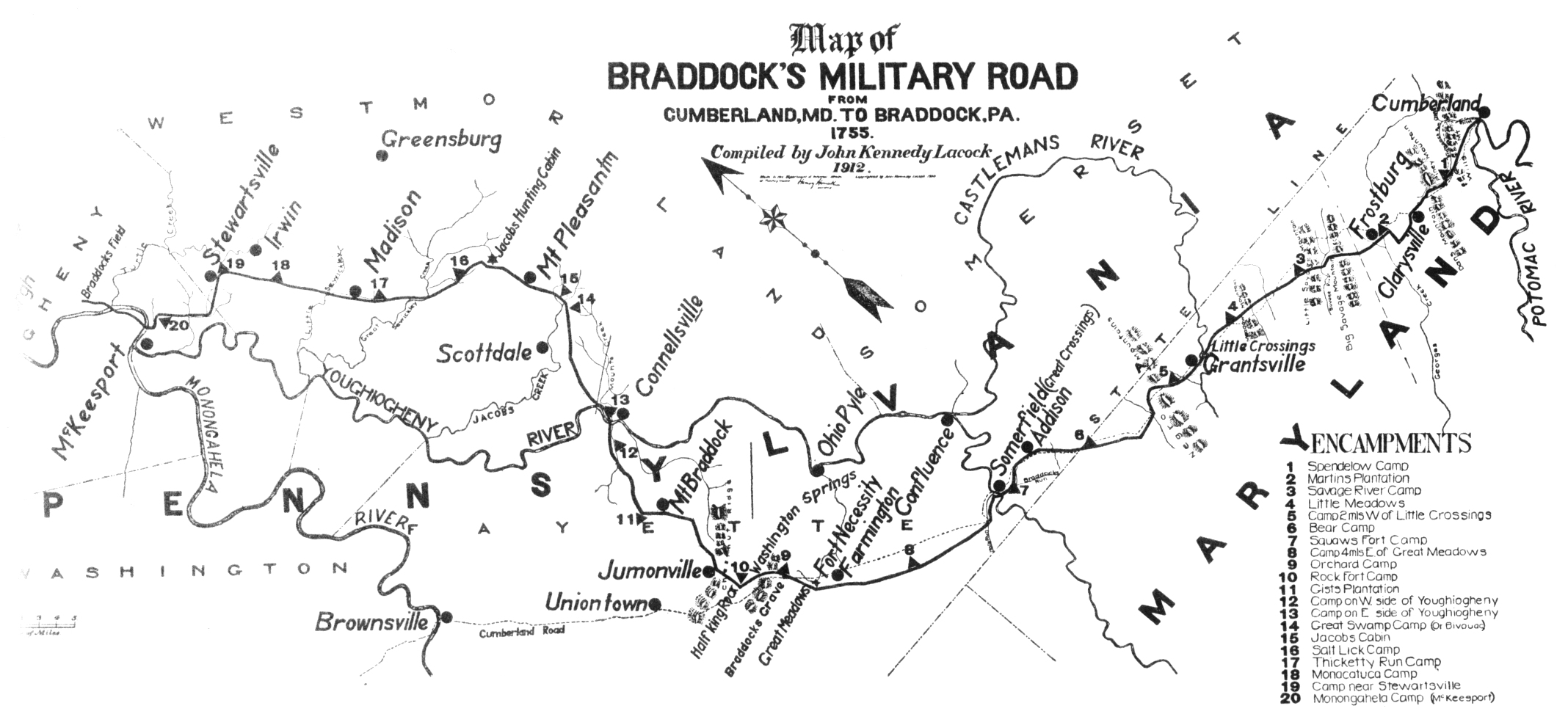
Mappa del 1912 raffigurante la rotta della spedizione Braddock

Le voci dei piani militari britannici trapelarono in Francia molto prima della partenza di Braddock per il Nordamerica, e Luigi XV inviò numerose truppe in Canada nel 1755. Nonostante siano giunte truppe tardi per aiutare a sconfiggere Braddock, la forte presenza francese portò a una serie di sconfitte britanniche l'anno seguente. In un secondo assalto inglese, l'ammiraglio Edward Boscawen sparò alla nave francese Alcide in un'azione navale l'8 giugno 1755, catturandola con altre due navi che trasportavano truppe. I problemi militari si inasprirono sia sul suolo americano che in mare finché Francia e Gran Bretagna si dichiararono guerra nella primavera del 1756, dando ufficialmente il via alla guerra dei sette anni.

## Propaganda ed analisi
Data l'aleatorietà dei racconti dello scontro, l'analisi contemporanea e successiva si tinse a seconda dei gusti personali per una fonte o per l'altra. Francis Parkman, ad esempio, accetta la versione di Washington, negando la validità di quelle di Monceau e degli indiani.
Le autorità francesi raccolsero un dossier di documenti per contrastare l'opinione britannica. Fu intitolato "Mémoire contenant le précis des faits, avec leurs pièces justificatives, pour servir de réponse aux 'Observations' envoyées par les Ministres d'Angleterre, dans les cours de l'Europe", e una copia fu intercettata nel 1756, tradotta e pubblicata come "A memorial containing a summary view of facts, with their authorities, in answer to observations sent by the English ministry to the courts of Europe". Usava il documento di resa di Washington ed altri documenti, come il diario di Washington a Fort Necessity, per ipotizzare che Washington avesse volontariamente ordinato l'omicidio di Jumonville. Non tutti i francesi concordano con questa versione: François-Gaston de Lévis la definisce il "finto omicidio". La storia francese contrasta con quella britannica. Secondo il racconto di Washington, gli inglesi suggeriscono che Jumonville, invece di essere a capo di una spedizione diplomatica, stesse spiandoli. Gli ordini di Jumonville comprendevano specifiche istruzioni per far sapere a Contrecœur se l'invito fosse stato letto, in modo che altri uomini potessero esser mandati se necessario.
Lo storico Fred Anderson teorizza sul ruolo di Tanacharison nell'omicidio, e fornisce una possibile spiegazione del perché uno degli uomini di Tanacharison abbia detto ai francesi che si sarebbe trattato di un omicidio organizzato dai britannici. Tanacharison aveva perso influenza su alcune tribù locali (soprattutto i Delawares), e potrebbe aver pensato che un conflitto tra inglesi e francesi avrebbe riportato sotto la sua sfera d'influenza i popoli alleati degli inglesi. Secondo Parkman, dopo che gli indiani ebbero fatto lo scalpo al francese, lo inviarono ai Delaware offrendo loro la possibilità di "dissotterrare l'ascia di guerra" a fianco dei britannici contro i francesi.

## Retaggio
Una parte del campo di battaglia, assieme a Great Meadows dove si trovava Fort Necessity, è diventato parte del Fort Necessity National Battlefield. Il nome di Jumonville è stato dato ad un centro cristiano nei pressi del sito. L'organizzazione no-profit Braddock Road Preservation Association, che prende il nome dal generale Braddock che costruì la strada per raggiungere Fort Duquesne, pubblicizza e promuove la storia della guerra franco-indiana nella zona.